# Tenzin Gyatso
Tenzin Gyatso (født 6. juli 1935) er den 14. og nuværende Dalai Lama. Han bliver normalt blot omtalt som Dalai Lama. Han tilhører gelug-skolen indenfor tibetansk buddhisme og er leder af eksiltibetanerne i Indien. Han modtog Nobels fredspris i 1989.
Tenzin Gyatso blev født som det femte af seksten børn i en bondefamilie i landsbyen Taktser i det nordøstlige Tibet i 1935. Han hed oprindeligt Lhamo Döndrub. Han blev udråbt som genfødslen af den 13. Dalai Lama da han var tre år gammel, fordi han udpegede de 13 objekter af de tidligere Dalai Lama.
Den 17. november 1950 blev han udråbt til Tibets statsoverhoved. Derved var han den vigtigste leder, blot en måned efter at Folkerepublikken Kina havde invaderet Tibet den 7. oktober 1950.
I 1954 var han i Beijing og talte med Mao Zedong og andre kinesiske ledere. Han beundrede på dette tidspunkt Mao, og er stadig erklæret socialist.
Efter en mislykket opstand fra den tibetanske modstandsbevægelse (som han ikke tog del i) flygtede han til Indien i 1959 og lever nu i byen Dharamsala i Himachal Pradesh, hvorfra han arbejder på at opretholde buddhisme og tibetansk kultur. Han kæmper ikke for Tibets uafhængighed af Kina, men for frihed til at dyrke den buddhistiske religion.
Tenzin Gyatso fik overrakt Nobels fredspris i Oslo i 1989.
I 1992 var han i Rio de Janeiro i Brasilien, hvor han sammen med countrysangeren og miljøforkæmperen John Denver talte på The Parliamentary Earth Summit, om at passe på jorden og miljøet.